# Mazda Millenia

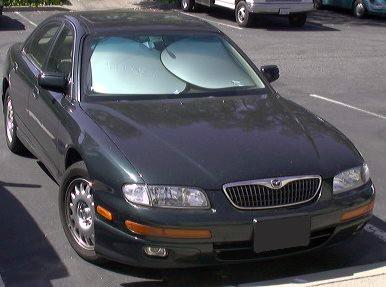
Mazda Millenia.

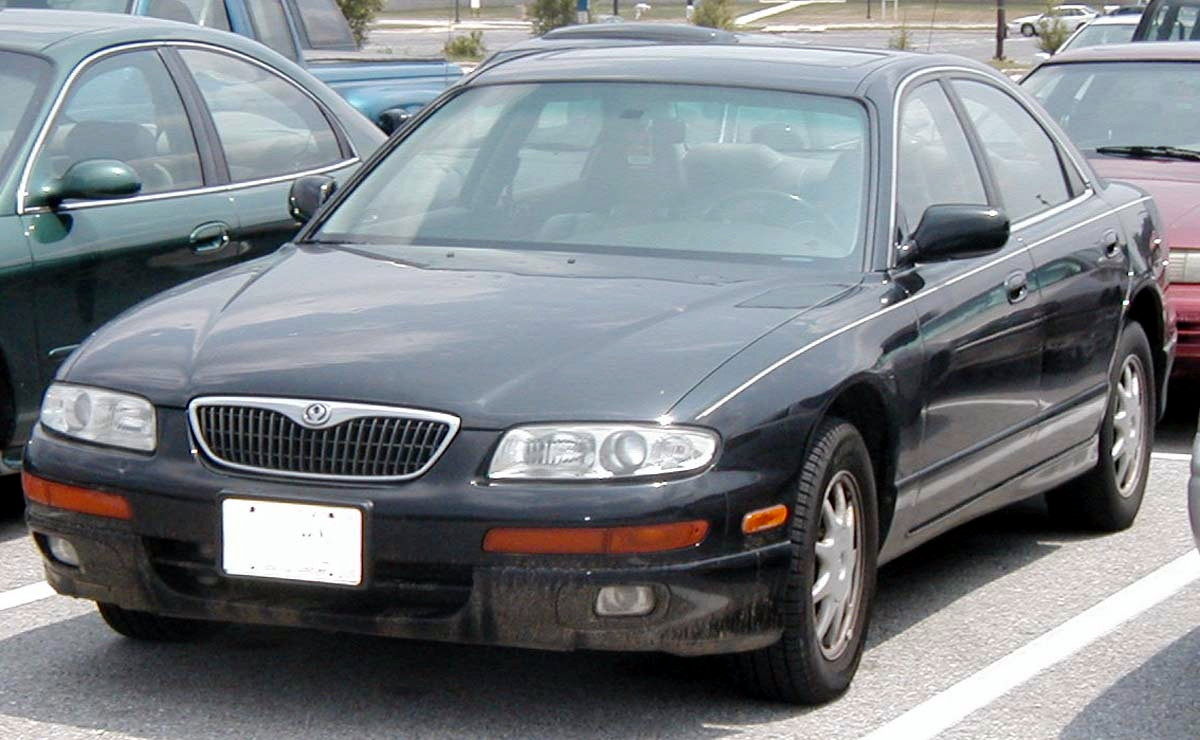
Mazda Millenia de 1995 a 1997.

El Mazda Millenia, Xedos 9 o Eunos 800 es un automóvil de turismo del segmento E fabricado por la marca japonesa de automóviles Mazda entre los años 1993 y 2002. 
El Millenia fue reemplazado indirectamente en el año 2003 por el Mazda 6, que actualmente es el turismo más grande de la marca.
El Mllenia fue desarrollado con la intención de ser comercializado como un Amati, una marca de automóviles de lujo que nunca se concretó por los problemas monetarios que sufrió Mazda en los años 1990. En el mercado estadounidense, el precio del Millenia fue reducido a lo largo de los años, ya que Mazda no logró exhibir una imagen de automóvil de lujo.
Existen tres niveles de equipamiento: el Millenia base (solo es llamado Millenia); el Millenia L (solo en 1996 y 1997) que agregaba asientos de cuero, asiento automático para el pasajero, y un techo corredizo; el Millenia S que también incorporaba un sistema de audio Bose de 5 bocinas (9 bocinas para las líneas 2001 y 2002) y un cambiador de discos (excepto en las gamas 1998, 1999, y 2000).
El Millenia base y L incluye un motor gasolina de seis cilindros y 2.5 litros de cilindrada, que desarrolla una potencia máxima de 170 CV. El Millenia S tiene un motor de gasolina de seis cilindros, 2.3 litros y 210 CV de ciclo Miller, el primer automóvil de producción con este tipo de motor.
El Mazda 6 carece de muchas de las funciones que tenía el Millenia en 1995, como el volante de ajuste automático.